# Витте, Ян де
Ян де Витте (пол. Jan de Witte) — польский военный инженер и архитектор голландского происхождения, дед Ивана Витта.

## Биография
О раннем периоде жизни Яна де Витте сохранилось мало сведений. После получения инженерного образования он работал в Корпусе коронных инженеров. В 1767 году де Витте получил титул графа, а в 1772 году был награждён орденом Св. Станислава. Де Витте был комендантом Каменца-Подольского (1768—1785), генерал-лейтенантом королевских войск и уважаемым архитектором, сторонником стиля барокко.
Вместе со своей женой Марианной из рода Любонских был похоронен в кафедральном костёле Св. Петра и Павла.

## Творчество
- Сакральный ансамбль сооружений и фортификаций костёла Кармелитов[укр.] в Бердичеве , 1739;
- Дворец Любомирских, 1740-е годы;
- Доминиканский собор, 1749;
- Дворец Любомирских в Ровно, сгорел в 1927 году;
- Дворец в Каменце-Подольском (не сохранился);
- Триумфальная арка в Каменце-Подольском (не сохранилась);
- Костёл в Купине на Подолье.